# Ridhuan Barudin
Ridhuan Barudin (* 23. März 1987 in Singapur), mit vollständigen Namen Muhammad Ridhuan bin Barudin, ist ein singapurischer Fußballspieler.

## Karriere
Ridhuan Barudin stand 2010 bei den Tampines Rovers unter Vertrag. Der Verein spielte in der ersten singapurischen Liga, der S. League. Für die Rovers stand er dreimal im Tor. 2011 wechselte er zum Ligakonkurrenten Tanjong Pagar United. Hier kam er auf 27 Einsätze. Der ebenfalls in der ersten Liga spielende Geylang International verpflichtete ihn 2012. Mit Geylang stand er im Finale des Singapore League Cup. Im Endspiel verlor man gegen Brunei DPMM FC mit 2:0. Nach zwei Einsätzen in der ersten Liga kehrte er 2013 zu seinem ehemaligen Verein Tampines Rovers zurück. Mit den Rovers gewann er 2013 die singapurische Meisterschaft. 2015 unterzeichnete er einen Vertrag beim Erstligisten Hougang United. Hier stand er bis Ende 2022 unter Vertrag und absolvierte 80 Erstligaspiele. Zu Beginn der Saison 2023 unterschrieb er zum dritten Mal einen Vertrag bei den Tampines Rovers.

## Erfolge
Geylang International
- Singapore League Cup: 2012 (Finalist)

Tampines Rovers
- Singapurischer Meister: 2013